# Поваліхинська сільська рада
Повалі́хинська сільська рада (рос. Повалихинский сельский совет) — сільське поселення у складі Первомайського району Алтайського краю Росії.
Адміністративний центр — село Поваліха.

## Населення
Населення — 3408 осіб (2019; 3249 в 2010, 2831 у 2002).

## Склад
До складу сільської ради входять:
| Населений пункт | Населення, осіб (2002) | Населення, осіб (2010) |
| --------------- | ---------------------- | ---------------------- |
| Кислуха, селище | 84                     | 224                    |
| Поваліха, село  | 2747                   | 3025                   |